# Campionato sudamericano di rugby 2016
Il campionato sudamericano di rugby 2016 (in spagnolo Sudamericano de Rugby 2016; in portoghese Campeonato Sul-Americano de Rugby de 2016) fu il 38º campionato continentale del Sudamerica di rugby a 15.
Come l'anno precedente, fu strutturato in due fasi itineranti: una prima, che servì ad assegnare il titolo del Sudamericano "A" e a designare gli sfidanti della squadra campione 2016 nell'edizione successiva, e una seconda, chiamata Sudamérica Rugby Cup (avendo la Consur, nel frattempo, cambiato nome in Sudamérica Rugby), in cui le due migliori classificate della prima fase del 2015, Cile e Uruguay, incontrarono l'Argentina campione in carica.
Il Sudamericano "A" fu vinto dall'Uruguay, alla sua terza affermazione, mentre la Sudamérica Rugby Cup fu appannaggio dell'Argentina, campione continentale per la trentasettesima volta.
A qualificarsi per la Sudamérica Rugby Cup dell'anno successivo furono nuovamente Uruguay e Cile, ma in ordine di classifica inverso rispetto all'anno precedente.
Il Sudamericano "B" si tenne a Lima, in Perù, e fu vinto dalla Colombia.
Tale torneo funse anche da primo turno delle qualificazioni americane alla Coppa del Mondo 2019: la Colombia, infatti, grazie a tale vittoria accedette allo spareggio contro il Messico campione nordamericano per il prosieguo del cammino di qualificazione continentale alla rassegna mondiale.
Nel successivo play-out tra l'ultima del Sudamericano "A" e la vincente del "B", il Paraguay batté 39-27 la Colombia e mantenne sia la categoria che la possibilità di continuare il percorso di qualificazione alla Coppa del Mondo, che l'anno successivo vide di scena il Sudamericano "A".
Il Sudamericano "C" si tenne a Città del Guatemala e fu vinto dalla squadra padrona di casa.
Il valore delle marcature, come stabilito dall’IRFB nel 1992, era: 5 punti per ciascuna meta (7 se trasformata), 3 punti per la realizzazione di ciascun calcio piazzato, idem per il drop.
Tuttavia, solo limitatamente alla Sudamérica Rugby Cup, furono adottate le regole sperimentali di punteggio in campo, varate per le competizioni minori della stagione 2015-16, ma successivamente abbandonate: secondo tali regole alla meta furono assegnati 6 punti, mentre calci piazzati e drop ricevettero 2 punti come la trasformazione; la meta tecnica si intese implicitamente trasformata e premiata con 8 punti.
Per tutte le divisioni del torneo il sistema previde 3 punti per la vittoria, 1 per il pareggio, 0 per la sconfitta.

## Squadre partecipanti
| Sudamericano “A” | Sudamericano “B” | Sudamericano “C” |
| ---------------- | ---------------- | ---------------- |
| Argentina XV     | Colombia         | Costa Rica       |
| Brasile          | Ecuador          | Guatemala        |
| Cile             | Perù             | Panama           |
| Paraguay         | Venezuela        | El Salvador      |
| Uruguay          |                  |                  |

## Sudamericano "A"

### 1ª giornata
| Arbitro: | Juan Sylvestre |

|                         |      |                                                           |
| Jackson 58’ Sancery 73’ | mt   | 14’ Arboleya 34’ Prada 37’ Magno 51’ Campomár 80’ Kessler |
| M. Duque 58’, 73’       | tr   | 14’, 34’, 51’ Secco 80’ Martínez                          |
|                         | c.p. | 8’ Secco                                                  |

| Arbitro: | Damián Schneider |

| |      |               |
| Niedmann 3’ Gurruchaga 13’, 37’ Casas 24’ Verschae 26’ Herrera 32’ Perrotta 42’, 45’ Nordenflycht 66’ Contreras 73’ Carrasco 79’ | mt   | 47’ Alvarenga |
| 13’, 45’, 73’, 79’ Nordenflycht                                                                                                  | tr   | 47’ Alvarenga |
| Nordenflycht 59’ | c.p. |               |

### 2ª giornata
| Arbitro: | Henrique Platais |

|                       |      |                                                                                      |
| Glitz 20’ Bareiro 42’ | mt   | 17’, 40’, 60’ Campomár 46’, 55’ Daverio 53’ Freitas 67’ Nieto 75’ Bascou 80’ Kessler |
| Alvarenga 20’         | tr   | 40’, 53’, 55’, 60’, 67’, 75’ Secco                                                   |
| Alvarenga 5’          | c.p. | 14’ Secco                                                                            |

| Arbitro: | Alejandro Longres |

|                                      |      |                       |
| Coghetto 24’ Lopez 45’ Giantorno 48’ | mt   | 7’ Larenas 69’ Soto   |
| M. Duque 45’                         | tr   | 7’, 69’ Nordenflycht  |
| M. Duque 74’                         | c.p. | 28’, 46’ Nordenflycht |

### 3ª giornata
| Arbitro: | Juan Sylvestre |

|                                                   |      |                           |
| Campomár 5’ Gaminara 24’ Prada 64’, 70’ Silva 79’ | mt   | 12’ Larenas 58’ Contreras |
| Secco 5’, 24’, 64’, 70’                           | tr   | 12’, 58’ González         |
| Secco 37’, 68’                                    | c.p. |                           |

| Arbitro: | Claudio Cativelli |

|                         |      |                                        |
| Rojas 43’ Glitz 74’     | mt   | 12’, 57’ Sancery 17’ Muller 68’ Da Ros |
| Alvarenga 43’           | tr   | 17’, 57’, 68’ M. Duque                 |
| Alvarenga 20’, 26’, 38’ | c.p. | 48’ M. Duque                           |
|                         | drop | 9’ M. Duque                            |

#### Classifica
| Pos | Squadra  | G | V | N | P | PF  | PS  | DP   | Pt |
| --- | -------- | - | - | - | - | --- | --- | ---- | -- |
| 1   | Uruguay  | 3 | 3 | 0 | 0 | 135 | 43  | +92  | 9  |
| 2   | Cile     | 3 | 1 | 1 | 1 | 102 | 66  | +36  | 4  |
| 3   | Brasile  | 3 | 1 | 1 | 1 | 66  | 77  | −11  | 4  |
| 4   | Paraguay | 3 | 0 | 0 | 3 | 43  | 160 | −117 | 0  |

### Sudamérica Rugby Cup
| Arbitro: | Henrique Platais |

|          |      |                      |
| Vilaseca | mt   | Larrague Cancelliere |
| Secco    | tr   | Mercerat (2)         |
|          | c.p. | Mercerat             |

| Arbitro: | Joaquín Montés |

|                        |    | |
| Soto 47’ Fernández 59’ | mt | 7’ Gutierrez 10’, 38’ Ascarate 12’, 26’ Taboada 18’ Portillo 20’ Cuaranta 23’, 41’ Cancelliere 32’, 42’ Tuculet 64’, 80’ Mercerat |
| Fernández 59’          | tr | 7’, 10’, 12’, 18’, 20’, 26’, 38’, 41’, 42’ Diaz Bonilla 64’, 80’ Mercerat                                                         |

#### Classifica
| Pos | Squadra      | G | V | N | P | PF  | PS  | DP   | BMP | Pt |
| --- | ------------ | - | - | - | - | --- | --- | ---- | --- | -- |
| 1   | Argentina XV | 2 | 2 | 0 | 0 | 105 | 20  | +85  | 0   | 6  |
| 2   | Uruguay      | 2 | 1 | 0 | 1 | 47  | 32  | +15  | 0   | 3  |
| 3   | Cile         | 2 | 0 | 0 | 2 | 26  | 126 | −100 | 0   | 0  |

## Sudamericano B

### Risultati
| Data           | Incontro             | Risultato | Sede |
| -------------- | -------------------- | --------- | ---- |
| 2 ottobre 2016 | Ecuador ― Colombia   | 5–75      | Lima |
| 2 ottobre 2016 | Perù ― Venezuela     | 8–33      | Lima |
| 5 ottobre 2016 | Venezuela ― Ecuador  | 52–10     | Lima |
| 5 ottobre 2016 | Colombia ― Perù      | 41–14     | Lima |
| 8 ottobre 2016 | Perù ― Ecuador       | 65–5      | Lima |
| 8 ottobre 2016 | Venezuela ― Colombia | 10–35     | Lima |

### Classifica
|  | Classifica | G | V | N | P | P+  | P-  | diff. | PT |
|  | ---------- | - | - | - | - | --- | --- | ----- | -- |
|  | Colombia   | 3 | 3 | 0 | 0 | 151 | 29  | 122   | 9  |
|  | Venezuela  | 3 | 2 | 0 | 1 | 95  | 53  | 42    | 6  |
|  | Perù       | 3 | 1 | 0 | 2 | 87  | 79  | 3     | 3  |
|  | Ecuador    | 3 | 0 | 0 | 3 | 20  | 192 | -172  | 0  |

## Play-outSudamericano "A" / "B"
| Arbitro: | Joaquín Montes |

|                                                               |      |                                       |
| Da Rosa 29’ Gorostiaga 31’ Gayoso 40’ Nasser 53’ Espinola 73’ | mt   | 49’ Arango 67’ J. Álvarez 77’ Vanegas |
| 29’, 31’, 40’, 73’ Gayoso                                     | tr   |                                       |
| 10’, 23’ Gayoso                                               | c.p. | 4’, 12’, 16’ Diosa                    |
|                                                               | drop | 8’ Diosa                              |

## Sudamericano C

### Risultati
| Data             | Incontro                 | Risultato | Sede                |
| ---------------- | ------------------------ | --------- | ------------------- |
| 4 dicembre 2016  | Guatemala ― Panama       | 72–0      | Città del Guatemala |
| 4 dicembre 2016  | Costa Rica ― El Salvador | 53–22     | Città del Guatemala |
| 7 dicembre 2016  | Guatemala ― El Salvador  | 53–0      | Città del Guatemala |
| 7 dicembre 2016  | Costa Rica ― Panama      | 41–10     | Città del Guatemala |
| 10 dicembre 2016 | El Salvador ― Panama     | 19–39     | Città del Guatemala |
| 10 dicembre 2016 | Guatemala ― Costa Rica   | 24–16     | Città del Guatemala |

### Classifica
|  | Classifica  | G | V | N | P | P+  | P-  | diff. | PT |
|  | ----------- | - | - | - | - | --- | --- | ----- | -- |
|  | Guatemala   | 3 | 3 | 0 | 0 | 149 | 16  | 133   | 9  |
|  | Costa Rica  | 3 | 2 | 0 | 1 | 110 | 56  | 54    | 6  |
|  | Panama      | 3 | 1 | 0 | 2 | 49  | 132 | -83   | 3  |
|  | El Salvador | 3 | 0 | 0 | 3 | 41  | 145 | -104  | 0  |